# Pterolophia sumbawana
Pterolophia sumbawana är en skalbaggsart som beskrevs av Stefan von Breuning 1947. Pterolophia sumbawana ingår i släktet Pterolophia och familjen långhorningar. Inga underarter finns listade i Catalogue of Life.